# Жовківський деканат РКЦ
Жовківський деканат РКЦ — одна з 12-ти адміністративно-територіальних одиниць Львівської архідієцезії Римо-Католицької Церкви в Україні із центром у м. Жовква. Деканат утворено 1998 року. Назва — від міста Жовква.

## Парафії
- Батятичі
- Великі Мости
- Гряда
- Жовква
- Кам’янка-Бузька
- Куликів
- Магерів
- Немирів
- Низи
- Потелич
- Рава-Руська
- Сокаль
- Стара Скварява
- Старий Добротвір
- Стрептів